# Tarano
Tarano település Olaszországban, Lazio régióban, Rieti megyében. Lakosainak száma 1387 fő (2023. január 1.). Tarano Collevecchio, Forano, Montebuono, Stimigliano, Torri in Sabina és Selci községekkel határos.

## Népesség
A település lakossága az elmúlt években az alábbi módon változott:
| Lakosok száma | 1439 | 1431 | 1387 |
|               | 2017 | 2018 | 2023 |